# بلگره

بلگره شهری در شهرستان دولوگو در استان بازگا در بورکینافاسوی مرکزی است و جمعیت آن ۱۰۱۶ نفر است.